# Mads Hermansen
Mads Hermansen (* 11. Juli 2000 in Odense) ist ein dänischer Fußballspieler. Er spielt seit August 2025 bei West Ham United in England. Hermansen ist ehemaliger dänischer Nachwuchsnationalspieler.

## Karriere

### Verein
Mads Hermansen, geboren in Odense, wechselte im Jahr 2016 von Næsby Boldklub in die Fußballschule von Brøndby IF und gab am 5. November 2020 beim 1:0-Auswärtssieg im dänischen Pokal gegen Ledøje-Smørum Fodbold sein Pflichtspieldebüt für die Profimannschaft. Die Saison 2020/21 endete für den Verein aus Brøndby, einem Vorort von Kopenhagen, mit dem Gewinn des ersten Meistertitels seit 2005. Hermansen war im Ligaalltag allerdings zu keinem Einsatz gekommen. In der Saison 2021/22 wurde er schließlich die neue Nummer eins im Verein, nachdem der bisherige Stammtorwart Marvin Schwäbe den Verein verließ. So kam Mads Hermansen sowohl in der regulären Saison sowie in der Meisterrunde in jedem Spiel zum Einsatz, obwohl er zwischenzeitlich wegen einer Fußverletzung pausieren musste. Als dänischer Meister der Vorsaison spielte Brøndby IF in der Qualifikation zur Champions League, schieden allerdings dort gegen den FC Red Bull Salzburg aus und nahmen somit an der Gruppenphase der Europa League teil. Ohne einen einzigen Sieg musste der Verein auch hier die Segel streichen. Hermansen kam dabei während dieser Europa-Reise in sieben von acht Spielen zum Einsatz, in der Liga wurde Brøndby IF Vizemeister.
Im Juli 2023 erhielt er einen Fünfjahresvertrag bei Leicester City. Der Verein war am Ende der Saison 2022/23 in die EFL Championship abgestiegen. Als Meister gelang aber der sofortige Wiederaufstieg. Nachdem Leicester im Jahr darauf die Klasse nicht halten konnte, wechselte Hermansen im Sommer 2025 zu West Ham United.

### Nationalmannschaft
Mads Hermansen absolvierte von 2015 bis 2016 vier Spiele für die dänische U16-Nationalmannschaft und später von 2016 bis 2017 ebenso viele Partien für die U17-Nationalmannschaft Dänemarks, davon zwei in der EM-Qualifikation. In der Folge kam er von 2017 bis 2018 zu drei Einsätzen für die U18-Junioren der Dänen und von 2018 bis 2019 zu neun Spielen für die dänische U19-Auswahl, davon drei in der EM-Qualifikation.
Im November 2020 wurde Hermansen erstmals für die dänische U21-Nationalmannschaft nominiert. Bei der aufgrund der Coronakrise geteilten U21-Europameisterschaft 2021 – die Gruppenphase fand im März 2021 statt, die Finalrunde vom 31. Mai 2021 bis zum 6. Juni 2021 – gehörte er zum dänischen Kader, kam allerdings nicht zum Einsatz. Bei diesem Turnier erreichte Dänemark das Viertelfinale und schied dort im Elfmeterschießen gegen den späteren Titelträger Deutschland aus. Sein Debüt für die U21 gab Mads Hermansen schließlich am 7. September 2021 beim 1:0-Sieg im EM-Qualifikationsspiel in Astana (zu diesem Zeitpunkt Nur-Sultan) gegen Kasachstan. In der Qualifikation belegte Dänemark den zweiten Platz in der Gruppe und musste somit in die Play-offs, wo sie nach Elfmeterschießen gegen Kroatien ausschieden.
Am 14. März 2023 wurde Hermansen von Trainer Kasper Hjulmand erstmals für die A-Nationalmannschaft der Dänen nominiert, als er für den Kader für die EM-Qualifikationsspiele gegen Finnland und Kasachstan berufen wurde. Am 30. Mai 2024 wurde er für die EM 2024 nominiert und ist der einzige Spieler im Kader ohne A-Länderspiel.

## Erfolge
- Englischer Zweitligameister 2023/24